# Kastelle von Newbrough

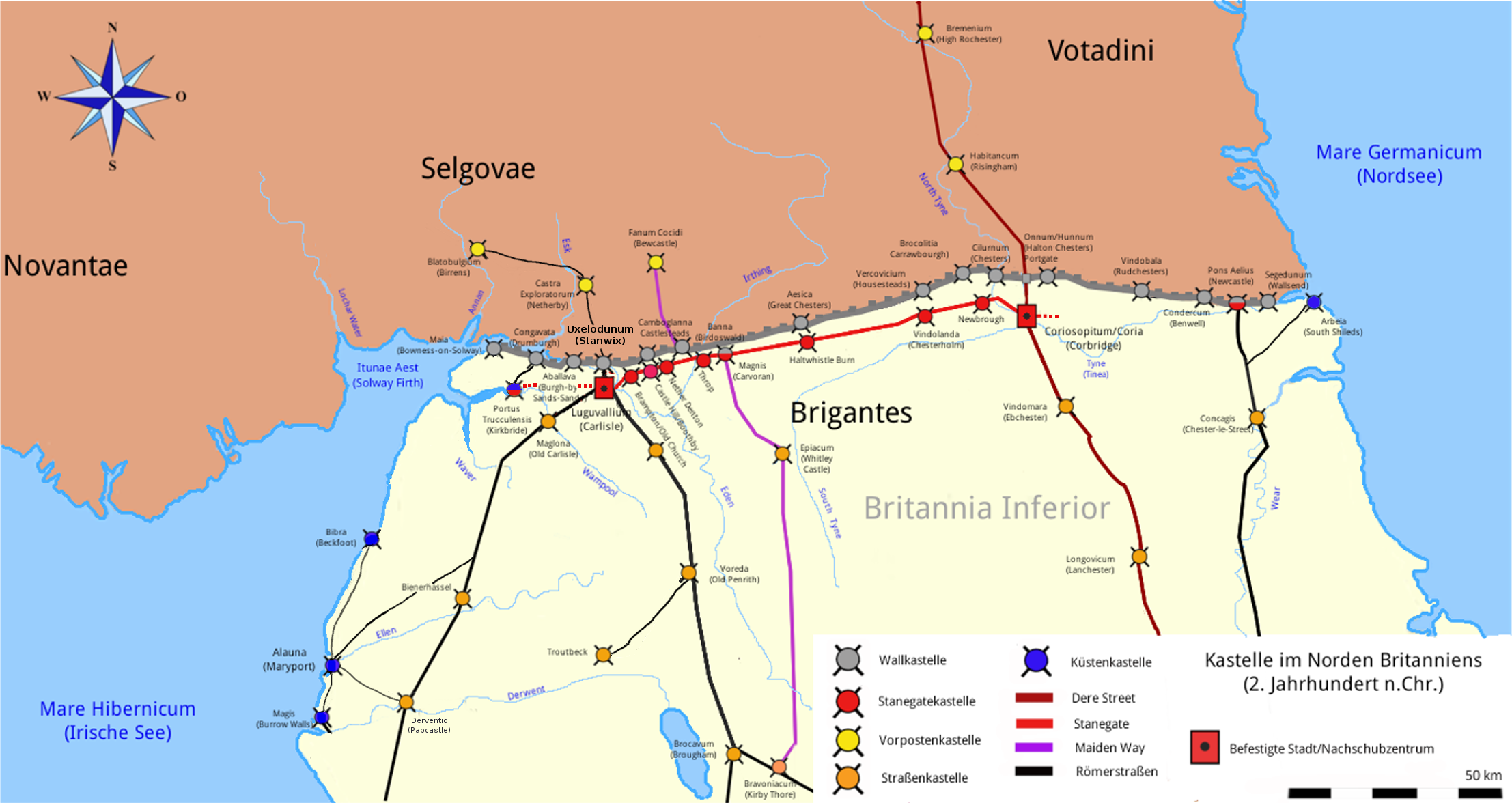
Verlauf der Stanegate und des Hadrianswalls mit Standorten der Kastelle

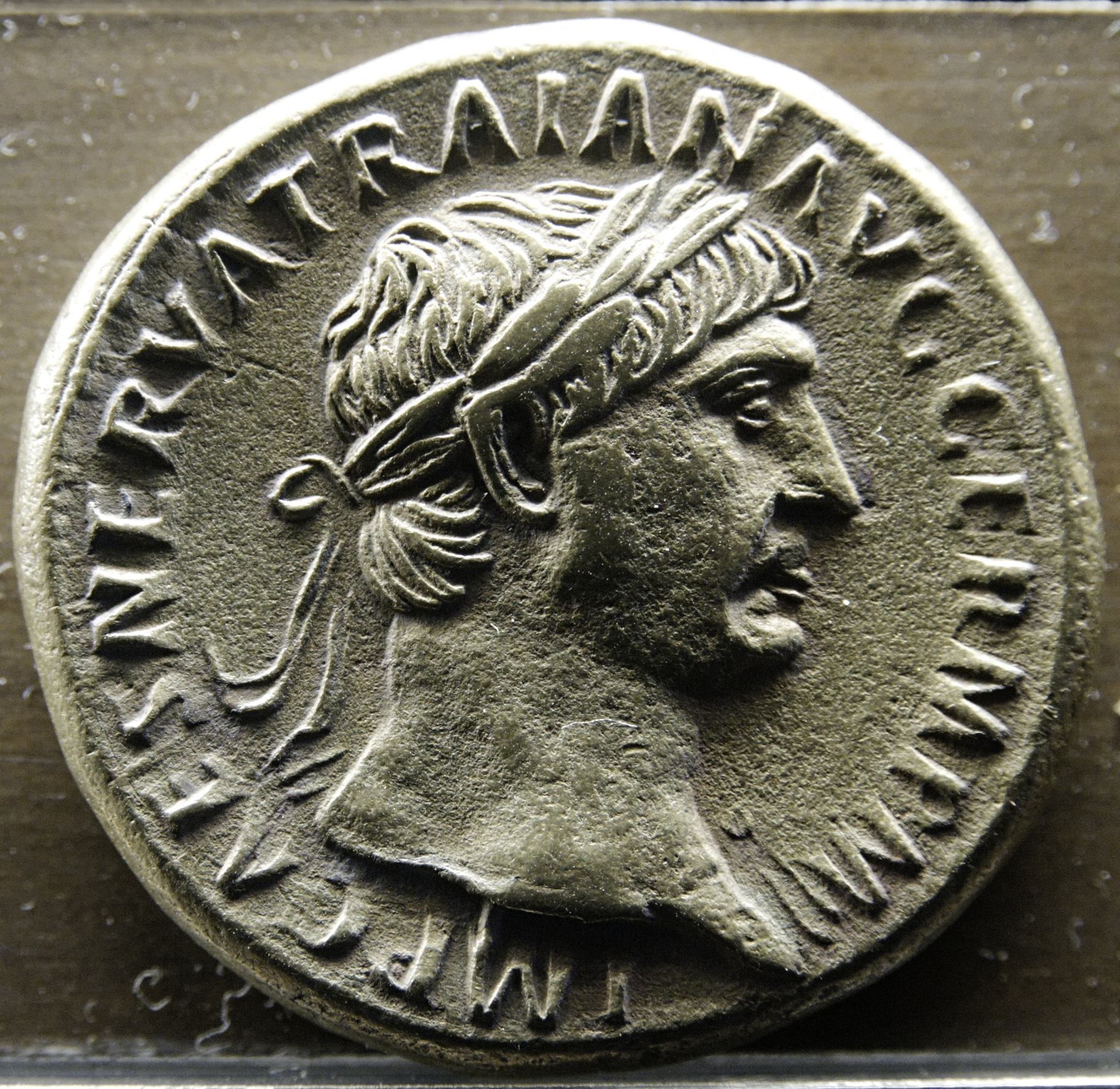
Münzportrait des Trajan

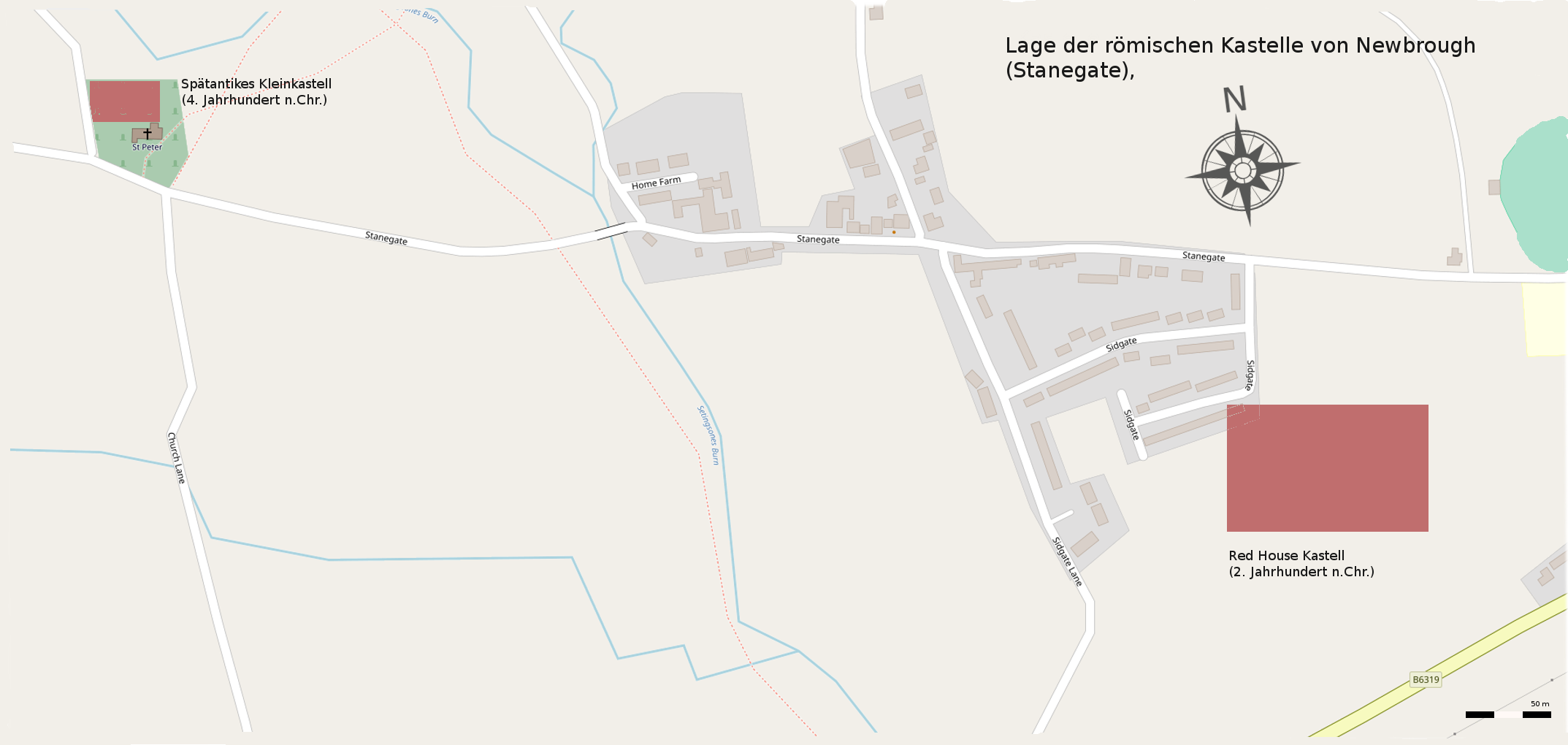
Lageskizze der Kastelle

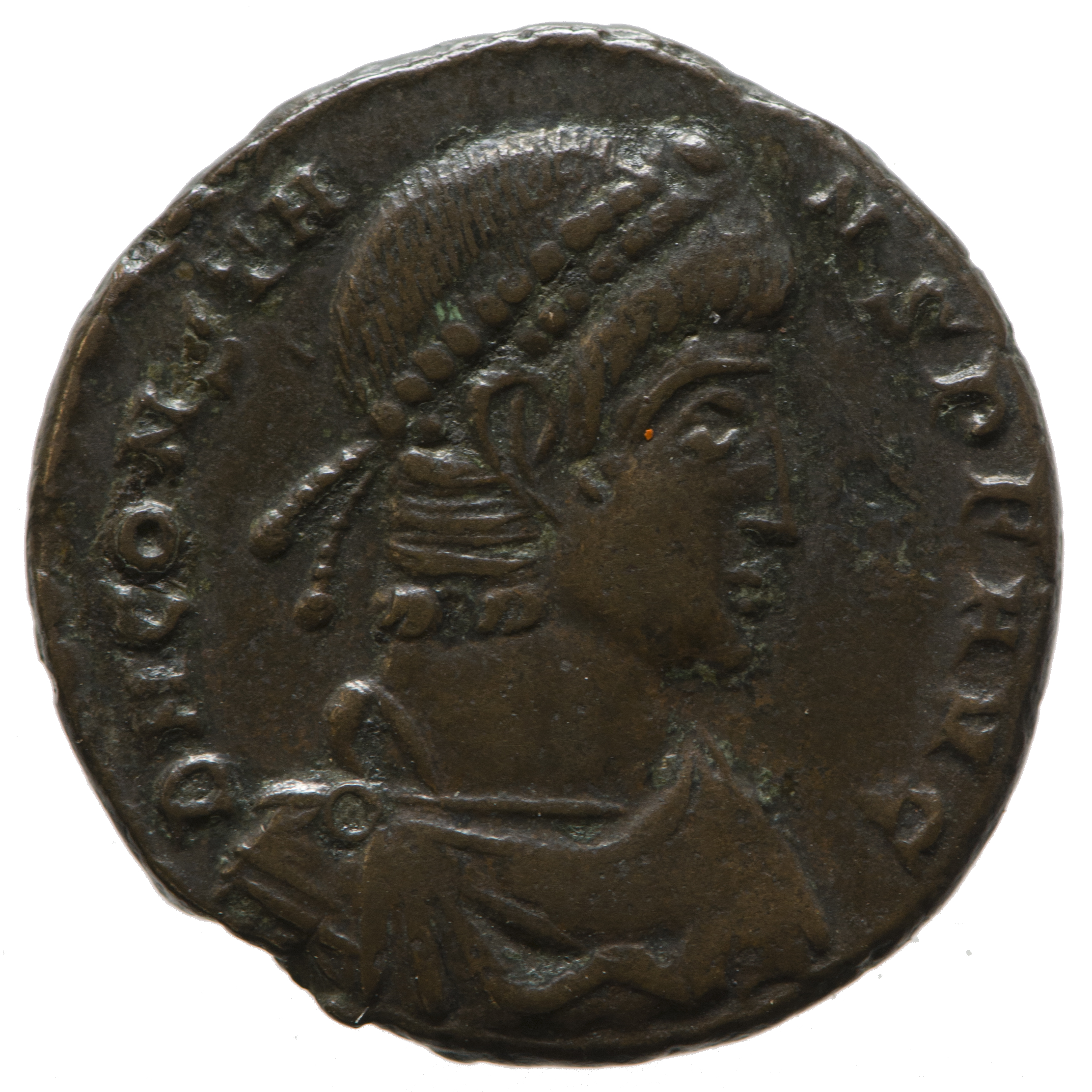
Münzportrait des Constans

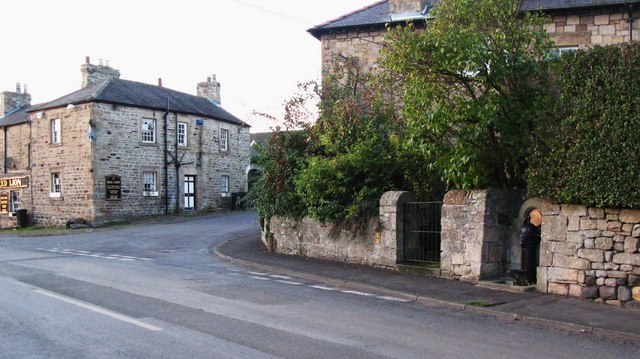
Ortskern von Newbrough

Die Kastelle von Newbrough waren römische Militärstützpunkte in Nordbritannien. Newbrough ist eine Gemeinde (Parish) im County Northumberland, District Tynedale in England.
Bei Ausgrabungen und auf Luftaufnahmen wurden die Reste zweier römischer Kastelle freigelegt bzw. erkannt. Die Lager gehörten zur Festungslinie der Stanegate. Letztere bildete für einige Zeit die nördliche Reichsgrenze in Britannien. Sichtbare Überreste sind keine vorhanden. In der Umgebung von Newbrough stieß man auch auf die Reste zweier temporärer Marschlager. Der antike Name dieses Standortes ist unbekannt, da er in den Hauptquellen, Itinerarium Antonini, Notitia Dignitatum und der Kosmographie des Geographen von Ravenna, nicht aufscheint.

## Lage
Die Ortschaft Newbrough liegt am Nordufer des South Tyne, etwa 8 km nordwestlich von Hexham an der Stanegatestraße, die von Osten nach Westen verlief. Die St.-Peter-Kirche und ihr Friedhof, am westlichen Ende von Newbrough, belegen heute das Areal des spätrömischen Kleinkastells. Straßenverbindungen bestanden im Westen nach Barcombe, Crindledykes, Grindon Hill und Bardon Mill (Vindolanda), sowie im Osten nach Carrawburgh (Brocolitia) und Chesters (Cilurnum) am Hadrianswall. Der Stanegate führt direkt durch den Ortskern des heutigen Newbrough, dessen Spuren konnten bei jüngsten Ausgrabungen gefunden wurden. Er wird heute auch als Carel Street bezeichnet. Im späten 2. Jahrhundert gehörte die Region zur Provinz Britannia inferior, ab dem 4. Jahrhundert zur Provinz Britannia secunda.

## Forschungsgeschichte
Das Marschlager von Brown Dikes wurde 1732 von John Horsley in der Britannia Romana erwähnt. Eine Sonnenuhr im Garten der Newbrough Lodge bestand aus einem unbeschrifteten römischen Altar. Er stammte angeblich von der St.-Peters-Kirche, die 1867 saniert wurde. In West Wharmley nahe Middle House stieß man auf ein bronzezeitliches Grab mit zwei Skeletten und einer Becherglasurne. Spuren eisenzeitlicher Besiedlung fand man in Carrow, Fourstones, High Warden, Walwick und Blackcarts, am Meggies Dene Burn (West) und South Carrawburgh. Auf Luftaufnahmen waren auch Spuren früher Landwirtschaftstätigkeit (Pflugscharen) bei Cord Rig, Little Crag und Brown Moor auszumachen. Einige dieser Gehöfte waren aber erst in römischer Zeit besiedelt worden, wie zum Beispiel eines bei Grindon Hill. Das spätrömische Steinkastell auf dem Friedhof St. Peter wurde 1930 durch Frank Gerald Simpson untersucht. Bei den Ausgrabungen an der Nordmauer fanden sich Keramikscherben aus der Mitte des 4. Jahrhunderts und eine Bronzemünze aus der Zeit Konstantins I. (gefunden 1929). Eigentlich war an diesem Standort von den Forschern ein Kohortenkastell erwartet worden, die Erweiterung des Friedhofs verhinderte jedoch großflächigere Ausgrabungen. Die Existenz einer weiteren, größeren Festung bleibt daher spekulativ. 1972 entdeckte ein Farmer bei Allerwash eine Grablege mit menschlichen Knochen und einen Bronzedolch. Luftbilder enthüllten im Jahr 1976 ein weiteres römisches Militärlager zwischen dem Stanegate und dem Red House-Anwesen in Newbrough.

## Entwicklung
Die frühesten Siedlungsspuren sind bronzezeitliche Bestattungen, die ältesten nachweisbaren Bebauungsreste stammen aus der Eisenzeit. Ein 0,8 ha großes Hillfort am Warden Hill (1500–500 v. Chr.) war mit einem mit einem dreifachen, hufeisenförmigen Wall umgeben. Auch die Flusstäler des Tyne und des Irthing bilden eine natürliche Ost-West-Route durch das Land und wurden höchstwahrscheinlich schon in prähistorischer Zeit genutzt. Der Stanegate war die erste römische Straße, die im ersten Jahrhundert n. Chr. in dieser Region angelegt wurde. Sie markierte ab 71 n. Chr. die Grenzlinie des Römischen Reiches im Norden und verlief zwischen den großen Militärzentren Luguvalium (Carlisle) im Westen und Coriosopitum (Corbridge) im Osten. Sie wird als ursprünglich von Gnaeus Iulius Agricola geschaffene Straße betrachtet, errichtet um jene Kastelle miteinander zu verbinden, die seiner Armee den Rücken für seinen Feldzug in den hohen Norden Britanniens freihalten sollte. Ihre Überreste konnten von den Archäologen u. a. in Newbrough und Sidgate dokumentiert werden. Nach Agricolas Feldzug zogen sich die Römer zwischen 81 und 117 wieder auf die Stanegatelinie zurück. Entlang der Straße wurden zu ihrer Absicherung in halbtägigen Marschintervallen neue Befestigungsanlagen wie Newbrough, Carvoran (Magnis), Brampton Old Church, sowie die Festungen in Haltwhisle Burn und Throp errichtet. Möglicherweise waren noch mehr Kleinkastelle entlang der Stanegategrenze gegründet worden, aber es gibt bislang keine ausreichenden archäologischen Beweise, um diese Annahme zu bestätigen. Man vermutet auch, dass die Straße im Osten von Corbridge tatsächlich bis zum Nordseehafen South Shields (Arbeia) verlief und im Westen noch weiter zum Flusshafen Kirkbride (Portus Trucculensis) am Wampool führte. Der Stanegate war damit die erste, dauerhaft gesicherte Grenze in Britannien.
Der Mitte des zweiten Jahrhunderts errichtete Hadrianswall löste 122 die Kastellkette am Stanegate als Grenzbefestigung ab. Das nächstgelegene Wallkastell zu Newbrough stand in Carrawburgh (Brocolitia). Im Hinterland des Walls stieß man in Brown Moor und Brown Dikes noch auf zwei temporäre römische Marschlager, die jedoch nicht exakt datiert werden konnten. Möglicherweise betrieben die Römer bei Settlingstones auch eine Mine. Es scheint, dass das spätantike Steinkastell bei der St.-Peters-Kirche eine trajanische Holz-Erde-Befestigung ersetzte und die Lücke zwischen Vindolanda und Coriosopitum füllen sollte. Nach einer kurzen Nutzungszeit wurde es im Zuge der Neuorganisation der Nordgrenze unter Kaiser Constans (337 bis 350) wieder aufgegeben. Das völlige Fehlen von Funden, die auf seine Besatzung schließen lassen zusammen mit dem Mangel an datierbaren Funden aus trajanischer Zeit könnte durch folgende Szenarien erklärt werden. Entweder gab es unter Trajan in Newbrough gar keine militärische Besatzung – während seiner Regierungszeit stand auf dem heutigen Friedhofsareal eine Holz-Erde-Befestigung, die im 4. Jahrhundert, im Zuge des Baus des Steinkastells aber völlig zerstört wurde – oder beim trajanischen Kastell handelte es sich um die bei Red House bzw. der Sidegatesiedlung entdeckte Befestigung. Man nimmt an, dass nach dem Abzug der römischen Armee Baumaterial aus dem Wallkastell Brocolitia zum Aufbau und Befestigung der Nachfolgesiedlung „Novus Burgus“ verwendet wurde. Die Steine der spätantiken Kastellruine wurden wahrscheinlich u. a. zum Bau der St.-Peters-Kapelle verwendet, die erstmals 1242 erwähnt wird. Die spätere Militärstraße (heute B6318) nördlich des Dorfes wurde auf Befehl von George Wade 1715 angelegt und hauptsächlich mit Steinen des Hadrianswalls befestigt. Sie war bis zum Bau der A69 die wichtigste Verbindung zwischen Newcastle upon Tyne und Carlisle.

## Kastell Red House
Es wurde seit langem angenommen, dass sich – neben dem spätrömischen Kleinkastell – noch eine weitere römische Festung in Newbrough befand. Der Standort dieses – bis dato nicht ausgegrabenen – Holz-Erde-Kastells lag südlich der Stanegate-Straße am östlichen Ende von Newbrough. Der Großteil seines ca. 295 × 170 Meter (5,1 ha) großen Areals wird heute von den Feldern östlich des Dorfes, südlich des Stanegate und nördlich der B6319 vermutet. Die NW-Ecke befindet sich unter der Sidgatesiedlung, die SO-Ecke befindet sich etwa 80 Meter westlich des Red House Anwesens. Es hatte einen rechteckigen Grundriss und war nur von einem Graben umgeben. Er konnte größtenteils um alle vier Seiten herum nachverfolgt werden. Die Nordmauer verlief ungefähr parallel zum Stanegate. Tore konnten bislang keine entdeckt werden. Die Hauptachse des Lagers war möglicherweise nach Nordwesten ausgerichtet. Obwohl allgemein angenommen wird, dass es in trajanischer Zeit entstand, wäre es genauso gut möglich, dass es schon während Agricolas Kampagne in den Norden Britanniens gegründet wurde und den nördlichen Sektor der späteren Stanegate-Linie sichern sollte.
Auf halber Strecke, zwischen Grindon Hill und Newbrough, nahe der Hügel östlich von Settlingstones wird ein Wach- und Signalturm vermutet, um die Kommunikation zwischen den Militärstützpunkten entlang des Stanegate aufrechtzuerhalten.

## Kastell St. Peter
Das spätrömische Kleinkastell stand an der Nordseite der St.-Peters-Kirche, maß ca. 59 × 58 Meter im Quadrat (0,34 ha) und war von einem Graben umgeben. An seiner Südseite war ein Erddamm als – mutmaßlicher – Zugang zum Kastell angelegt worden. Es ähnelte zwei anderen, schon unter den Kaisern Trajan oder Hadrian gegründeten Stanegatelagern dieser Größe, Throp und Haltwhistle Burn. Seine Umwehrung bestand aus einer Steinmauer, die gegen Mitte des 4. Jahrhunderts größtenteils aus wiederverwendetem Baumaterial hochgezogen wurde. Ihre Breite betrug ca. 1,2 Meter. Eine an der Rückseite aufgeschüttete Erdrampe war, im Gegensatz zu den Lagern in Throp und Haltwhistle, offensichtlich nicht vorhanden. Sie war von ihrer Stärke her auch mit zwei Signalstationen des 4. Jahrhunderts (370) an der Küste von Yorkshire (bei Scarborough und Ravenscar) vergleichbar.

## Garnison
Welche Militäreinheiten (Legionäre oder Auxiliare) in den Kastellen stationiert waren, ist mangels diesbezüglicher Funde nicht bekannt.

## Marschlager
Im Umkreis von Newbrough konnten zwei temporäre Marschlager nachgewiesen werden. Sie bestanden aus einem einfachen Erd- oder Torfwall, der rasch aufgeworfen werden konnte, um das Zeltlager der Soldaten vor feindlichen Überfällen zu schützen. Der Wall wurde möglicherweise noch von einer Holzpalisade als Brustwehr überragt. Es könnte sein, dass diese als Unterkünfte von den am Mauerbau beteiligten Truppen genutzt wurden. Einige wurden wohl auch während der militärischen Ausbildung der Rekruten für Übungszwecke eingerichtet. Die Besetzung dieser Lager war meist nur von kurzer Dauer.
| Lager       | Beschreibung |
| ----------- | --- |
| Brown Moor  | Die schon stark erodierten Reste des Lagers befinden sich auf der Flur Brown Moor. Es stand an einem leicht abschüssigen Südhang einer Viehweide südlich des Hadrianswalls. Von dort aus hat man einen guten Ausblick in alle Himmelsrichtungen. Die NO-Ecke wird von einer Feldmauer überdeckt und es sind dort keine sichtbaren Überreste mehr vorhanden. Das Kastellareal wird auch durch Drainagekanäle gestört. Ansonsten ist der rechteckige, 35 × 35 Meter (0,12 ha) messende Grundriss des Lagers anhand von Bodenerhebungen noch gut zu erkennen. Umgeben war die Befestigung von einem Graben. Die Erdwälle sind noch etwa 0,2 Meter hoch und der Graben durchschnittlich 0,2 Meter tief erhalten. Er ist an der Süd- und Ostseite verfüllt. Es sind auch keine sichtbaren Spuren der Tore und Innenbebauung mehr vorhanden. |
| Brown Dikes | Das Lager befindet sich 450 Meter südlich des Hadrianswalls. Die Umrisse des Marschlagers sind noch als Bodenerhebungen, leichte Senken (Gräben) mit den Überresten der Tutuli an jedem der vier Eingänge sichtbar. Es stand in einer beherrschenden Stellung am südöstlichen Ende der Brown Moor Ridge. Das Areal fällt dort sanft in alle Richtungen ab, außer im Nordwesten, wo es einen leichten Anstieg gibt. Die Umwehrung des Lagers bestand aus einem Erdwall, einem Wehrgraben und Außenwerken. Der Grundriss ist fast quadratisch mit abgerundeten Ecken. Es misst 67 × 67 Meter im Innern und bedeckt eine Fläche von 0,45 ha. Die Wälle sind im Durchschnitt 5 Meter breit und noch 0,2 Meter hoch. Der Wehrgraben ist 3 Meter breit und an der Nordseite noch bis zu 1 Meter hoch. Die beiden 5 Meter breiten Tore an der Nord- und Ostseite waren als sogenannte Titulumtore ausgeführt. D.h. sie waren im Frontbereich durch 0,4 Meter hohe Schanzen (clavicula) mit 2 Meter breiten und 0,3 Meter tiefen Vorgräben geschützt. Zwei weitere Schanzen befinden sich zentral an der Süd- und Westseite, aber seltsamerweise gibt es dort keine Durchgänge im Wall. Dort wo das Westtor hätte sein sollen, wird es von einer neuzeitlichen Steinmauer überlagert. Oberirdisch sind keine Reste der Innenbauten mehr sichtbar. Es gibt jedoch vier rechteckige Strukturen in der südöstlichen Ecke der Lagermauer und eine weitere an der Innenseiten der NO-Ecke. Deren Fundamente bestehen aus niedrigen Rasenziegeln von 1,4 Meter Breite und 0,3 Meter Höhe. Es handelt sich dabei aber wahrscheinlich um die Überreste von Shielings, mittelalterlichen Hirtenbehausungen, die während der Sommermonate genutzt wurden. |